# Gornja vas (Zreče, Slovenija)
Gornja vas je naselje u slovenskoj Općini Zreču. Gornja vas se nalazi u pokrajini Štajerskoj i statističkoj regiji Savinjskoj. 

## Stanovništvo
Prema popisu stanovništva iz 2002. godine naselje je imalo 48 stanovnika.